# Olivier Soler
Pour les articles homonymes, voir Soler.
 (juin 2017).
- Si vous ne connaissez pas le sujet, laissez ce bandeau (vous pouvez alors contacter les auteurs).
- Si vous supprimez le contenu mis en cause (vous pouvez préalablement contacter les auteurs),

argumentez précisément cette suppression dans la page de discussion
(un manque de référence n'est pas un argument ; une recherche réelle de référence doit avoir été effectuée, être formellement documentée).
 (juin 2017).
Si vous disposez d'ouvrages ou d'articles de référence ou si vous connaissez des sites web de qualité traitant du thème abordé ici, merci de compléter l'article en donnant les références utiles à sa vérifiabilité et en les liant à la section « Notes et références ».
Olivier Soler est un acteur français né le 18 juillet 1970 à Meulan-en-Yvelines.

## Biographie

### Enfance et formation
Durant son enfance, Olivier joue des pièces du répertoire classique et des spectacles de fin d’année au cours de théâtre de l’école Saint-Nicolas d’Igny.
Il s’inscrit au cours d’art dramatique Raymond Girard sous l’égide d’Henry Van Grey. Il y reste deux années puis s’inscrit par la suite aux cours de l’Actor Studio animés par Jack Garfein. Dans le même temps, il trouve ses premiers engagements à la télévision, des téléfilms où séries telles que : Commissaire Moulin, Histoire d’homme d’Olivier Langlois…

### Carrière
À partir de 1998, Olivier se voit confier des rôles plus importants au cinéma et à la télévision. En 2002 il réalise Vices & Services, court métrage avec lequel il participe à de nombreux festivals dont celui de Clermont-Ferrand[Lesquels ?]http://my.clermont-filmfest.com/index.php?m=138&c=3&id_film=100029525&o=[réf. nécessaire]. Il se fait remarquer comme acteur la même année, en interprétant le rôle de Cadène, dans le film Choses secrètes de Jean-Claude Brisseau. Il écrit et joue Un peu à l’étroit, one man show mis en scène par Zélie Daeron au Palais des Glaces en 2004. Quelques mois plus tard, il reçoit le prix d’interprétation masculine au festival Paris tout Court pour le rôle principal du film Pour le temps que ça dure, de Cyril Bedel.
Durant cette période, il tourne dans la deuxième saison d’Engrenages pour Canal +, dans Le Voyage à Alger, d’Abdelkrim Bahloul...
En 2014, Olivier tient le rôle principal du film Le Monde de Fred, premier long-métrage de Valérie Muller, qu’il avait rencontré lors du tournage de Les hommes s’en souviendront, court-métrage pour la collection Canal +. Il apparaît dans La Sainte Victoire de François Favrat, réalisateur avec lequel il développe l’écriture d’un long métrage.
En 2012, Olivier il écrit et interprète L'Heure d'Après, une pièce à un personnage au théâtre du Petit Hebertot, mise en scène par Gil Galliot. Pièce qu'il reprendra un an plus tard dans ce même théâtre et lors d'une tournée produite par Lorant Deutsch.
Olivier a été l'égérie d'une saga publicitaire pour la marque Président entre 2004 et 2013.
Il incarne depuis 2010 le rôle de Loriot dans la série Un Village Français, créée par Frédéric Krivine et Philippe Triboit.

## Filmographie

### Cinéma
- 2016 Vive la crise !  de Jean-François Davy
- 2015  Revival (CM) de Florence Strauss
- 2013 Ôte-toi de mon soleil  de Simon Roth
- 2014  Le Monde de Fred, de Valérie Müller
- 2012  Ailleurs (CM) de Valérie Müller
- 2008  La Sainte Victoire, de François Favrat
- 2007  Le Voyage à Alger, d’Abdelkrim Bahloul
- 2005  Les Hommes s'en souviendront, de Valérie Muller Preljocaj
- 2004  Pour le temps que ça dure, de Cyril Bedel
- 2002  Choses secrètes, de Jean-Claude Brisseau
- 2002  Vices et services, CM acteur et réalisateur
- 1999  Temps mort, CM acteur et réalisateur
- 1997  Caractères gras, de Manuel Gelin
- 1997  Un portrait de Laura, CM de Philippe Monpontet
- 1996  Tortilla y cinema, de Martin Provost
- 1996  Helium, CM de Olivier Mayer
- 1996  Fleur de trottoir, de Laurent Gantes
- 1995  Sélect Hôtel, de Laurent Bouhnik
- 1995  XY, de Jean-Paul Lilienfeld
- 1994  Robin du bois de Boulogne, CM de Carole Giacobbi

### Télévision
- 2023  Sophie Cross (Saison 2) d’Adeline Darraux

- 2021  Sophie Cross, de Frank Van Mechelen
- 2019  Un si grand soleil (Saison 2)
- 2018  Un si grand soleil (Saison 1)
- 2017  On va s'aimer un peu, beaucoup... (Saison 2), de Julien Zidi
- 2017  Un Village Français (Saison 7), de Jean-Philippe Amar
- 2016  Un Village Français (Saison 7), de Jean-Philippe Amar
- 2015  Un Village français (Saison 6), de Jean-Philippe Amar et Patrice Martineau
- 2015  Section de Recherche, de Julien Zidi
- 2014  Un Village français, (Saison 6) de Jean-Philippe Amar
- 2013  Un Village français (Saison 5) de Patrice Martineau
- 2012  Un Village français (Saison 4) de Patrice Martineau
- 2011  Un Village français (Saison 3) de Philippe Triboit & Patrice Martineau
- 2010  Un Village français (saison 2), de Philippe Triboit et Jean-Marc Brondolo
- 2008  Femmes de loi, de Klaus Biedermann
- 2008  Engrenages, saison II, de Philippe Triboit
- 2007  Équipe médicale d'urgence, d’Étienne Dahene
- 2007  L’Hôpital, de Laurent Levy
- 2005  Alice Nevers, le juge est une femme, de Joyce Bunuel
- 2004  Trois femmes flics, de Philippe Triboit
- 2003  Le 17, d’Éric Lavaine
- 2002  La Tribu de Zoé, de Pierre Joassin
- 2000  Un flic nommé Lecoeur, de Jean-Yves Pitoun
- 1999  Avocats et Associés, de Denis Amar
- 1998  La Relève, de Claude Barrois
- 1996  Histoire d’hommes, d’Olivier Langlois
- 1995  Zero Rama, de Karl Zero, Canal +
- 1995  Commissaire Moulin

## Théâtre
- 2013  L'heure d'après, théâtre du Petit Hebertot - m.e.s : Gil Galliot
- 2012  L'heure d"après, théâtre du Petit Hebertot - m.e.s : François Favrat
- 2004  Un peu à l’étroit, au Palais des glaces, m.e.s. Zélie Daeron
- 2003  Un peu à l’étroit, One Man Show, m.e.s. de Zélie Daeron, création à l’Athlétique Théâtre
- 1998  Soler en solo, One Man Show, création au théâtre de la Gaîté-Montparnasse mise en scène Pierre Cosso

## Distinctions
- 2004 Prix d'Interprétation masculine pour le film Pour le temps que ça dure - Festival Paris Tout Court